# Montello (Wisconsin)
- Para a cidade homónima, no estado de Nevada, consulte o artigo Montello

Montello é uma cidade localizada no estado norte-americano de Wisconsin, no Condado de Marquette.

## Demografia
Segundo o censo norte-americano de 2000, a sua população era de 1397 habitantes.
Em 2006, foi estimada uma população de 1472, um aumento de 75 (5.4%).

## Geografia
De acordo com o United States Census Bureau tem uma área de
5,5 km², dos quais 4,9 km² cobertos por terra e 0,6 km² cobertos por água. Montello localiza-se a aproximadamente 242 m acima do nível do mar.

## Localidades na vizinhança
O diagrama seguinte representa as localidades num raio de 20 km ao redor de Montello.